# Meininger

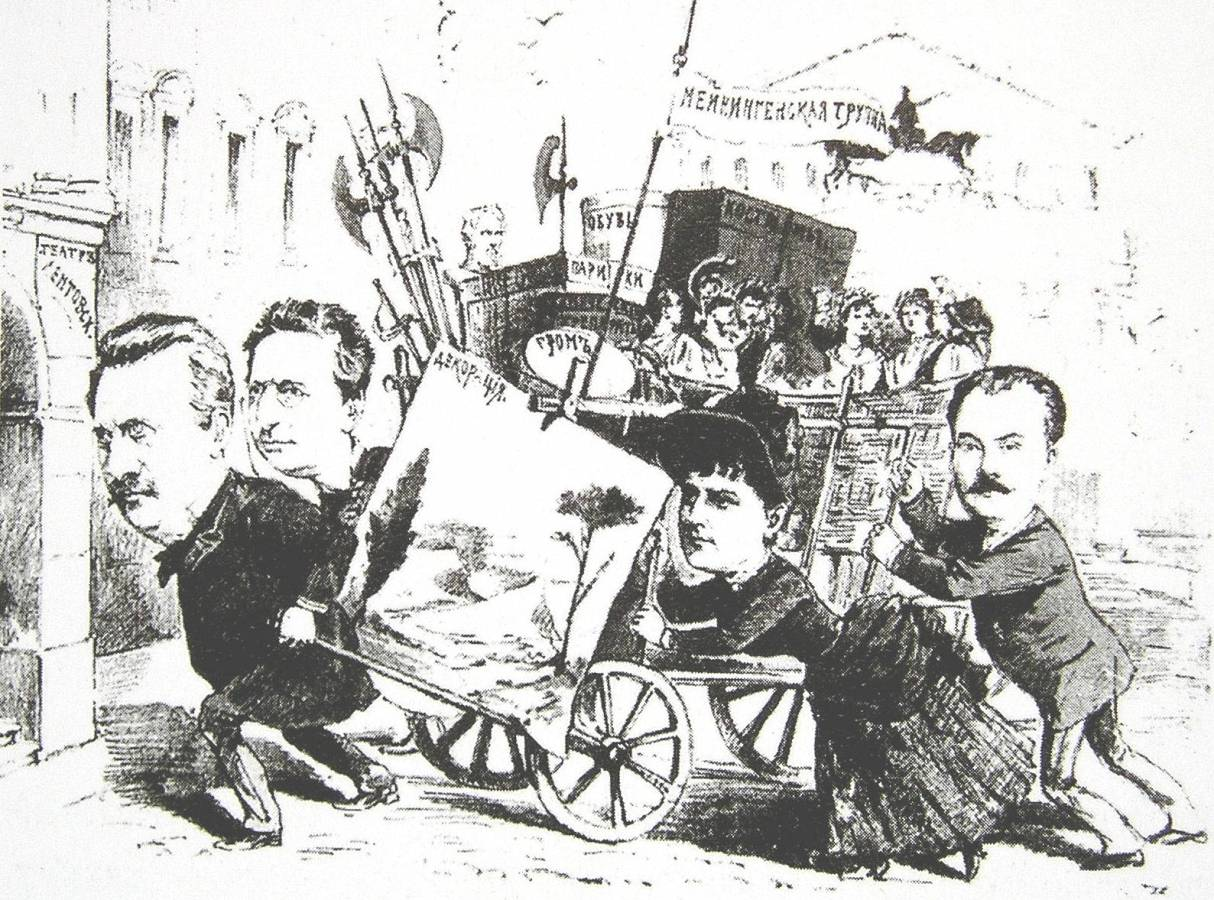
Die Meininger beim Einzug in das Moskauer Theater, zeitgenössische russische Karikatur

Die Meininger nannte man das Schauspielensemble des Meininger Hoftheaters, das von 1874 bis 1890 mit 81 Gastspielreisen mit dem modernen Regietheater eine tiefgreifende Theaterreform in ganz Europa vorstellte. Unter der Leitung des Regisseurs und späteren Intendanten Ludwig Chronegk begeisterten sie bei ihren Auftritten die damalige Theaterwelt und feierten große Erfolge.

## Geschichte
siehe auch: Staatstheater Meiningen – Theaterherzog bis Meininger Prinzipien
Am Theater seiner Residenzstadt Meiningen führte zwischen 1869 und 1874 Herzog Georg II. von Sachsen-Meiningen in Zusammenarbeit mit dem Regisseur Ludwig Chronegk und seiner Gattin und Schauspielerin Ellen Franz (ab 1873 Helene Freifrau von Heldburg) mit den Meininger Prinzipien eine tiefgreifende Theaterreform durch. Georg II. war ein sehr kunstsinniger Monarch mit großer Vorliebe für das Schauspiel. Er setzte sich mit großem Engagement und erheblichen finanziellen Mitteln für die schon lange überfällige Erneuerung dieses Theater-Genres ein.
Die Theaterreform ließ sich mit den Auftritten allein am Meininger Hoftheater trotz umfangreicher Rezensionen der großen Zeitungen nicht durchsetzen. So plante der Herzog bald eine Reihe von Gastspielen in den großen Theatermetropolen. Beim Gastspiel des Meininger Ensembles am 1. Mai 1874 im Friedrich-Wilhelmstädtischen Theater in Berlin wurde mit Julius Cäsar von William Shakespeare diese Reform erstmals der breiten Öffentlichkeit bekannt gemacht.
In den darauffolgenden Jahren bereisten die Schauspieler des Meininger Hoftheaters samt Tross in 16 Jahren mit einer logistischen Meisterleistung 38 europäische Städte. Allein nach Berlin wurden sieben Gastspielreisen unternommen. Auch mehrere Überfahrten nach London wurden durchgeführt. Dabei kamen bei 2.591 Vorstellungen 41 Werke verschiedener Meister, insbesondere von Shakespeare und Schiller, zur Aufführung. Die aus 70 bis 80 Personen bestehende Reisegesellschaft führte 15 bis 20 Waggons voller Dekorationen, Requisiten und Kostüme mit sich. In den Gastspielorten sorgten bei den Aufführungen die originalgetreuen prächtigen Kostüme, realistisch stimmige Kulissen und eindrucksvolle Massenszenen für Aufsehen.

Ludwig Chronegk 1880

Diese Tourneen waren auch in anderen Bereichen bahnbrechend. Logistisch wurde erstmals im großen Maßstab das gerade entstehende europäische Eisenbahnnetz für ein solches umfangreiches Unternehmen genutzt. Zoll- und Einfuhrbestimmungen mussten bei bestimmten Ländern neu ausgelegt werden, die die Regierung des Meininger Herzogtums mittels Sonderkonditionen mit den jeweiligen anderen Staaten aushandelte. Da Georg II. auch ein regierender Herzog war, nahm er nie an einer Tournee selbst teil. Sämtliche Missionen wurden von Ludwig Chronegk geleitet.
Eine Reihe von jungen und später berühmten Schauspielern begannen während der Reisezeit ihre Karriere und erfuhren zu dieser Zeit eine exzellente Ausbildung durch Georgs Ehefrau Helene Freifrau von Heldburg, geborene Ellen Franz. Zu ihnen gehörten Josef Kainz, Adele Sandrock, Bjørn Bjørnson und Albert Bassermann. Eine von Oktober 1886 bis April 1887 geplante und vertraglich bereits unterzeichnete USA-Tournee mit 150 Aufführungen in zahlreichen Großstädten der Ostküste musste wegen einer langwierigen und schweren Krankheit Chronegks abgesagt werden. Von dieser Krankheit erholte sich Chronegk nicht mehr, er starb am 9. Juli 1891.
Bald lernten die anderen Bühnen in Europa von den Reformen der Meininger und spielten diese nach. Angeregt durch die Meininger gründete 1879 in England Charles Edward Flower das Vorgängertheater der Royal Shakespeare Company, das Shakespeare Memorial Theatre.
Am 1. Juli 1890 gaben die Meininger in Odessa mit Shakespeares Was ihr wollt ihr letztes Gastspiel, die Kulturmission war erfüllt. Ein Zitat von Otto Brahm belegt dies treffend: „Sie starben am Erfolge“. Obwohl die lange Reisezeit für das Herzogtum hohe Kosten verursachte, brachten die Einspielergebnisse einen großen finanziellen Erfolg. Noch viele Jahre nach dieser Reisezeit war es für Schauspieler eine Ehre, am Meininger Hoftheater zu spielen und in der Theaterwelt nannte man das Schauspielensemble weiterhin respektvoll die „Meininger“.

## Aufgeführte Werke
- William Shakespeare: Julius Cäsar (Drama), Was ihr wollt, Der Kaufmann von Venedig, Hamlet, König Lear, Ein Wintermärchen.
- Friedrich Schiller: Wallenstein-Trilogie, Die Jungfrau von Orleans, Wilhelm Tell, Die Räuber, Die Verschwörung des Fiesco zu Genua und Maria Stuart.
- Heinrich von Kleist: Prinz Friedrich von Homburg, Die Hermannsschlacht und Das Käthchen von Heilbronn.
- Franz Grillparzer: Die Ahnfrau und Esther
- Goethe: Iphigenie auf Tauris
- Molière: Der eingebildete Kranke und Der Menschenfeind
- Gotthold Ephraim Lessing: Nathan der Weise
- Henrik Ibsen: Die Kronprätendenten und Gespenster
- Bjørnstjerne Bjørnson: Zwischen den Schlachten
- und weitere 15 Werke, unter anderem von Pius Alexander Wolff, Julius Minding und Paul Heyse.

## Die Gastspielorte der Meininger

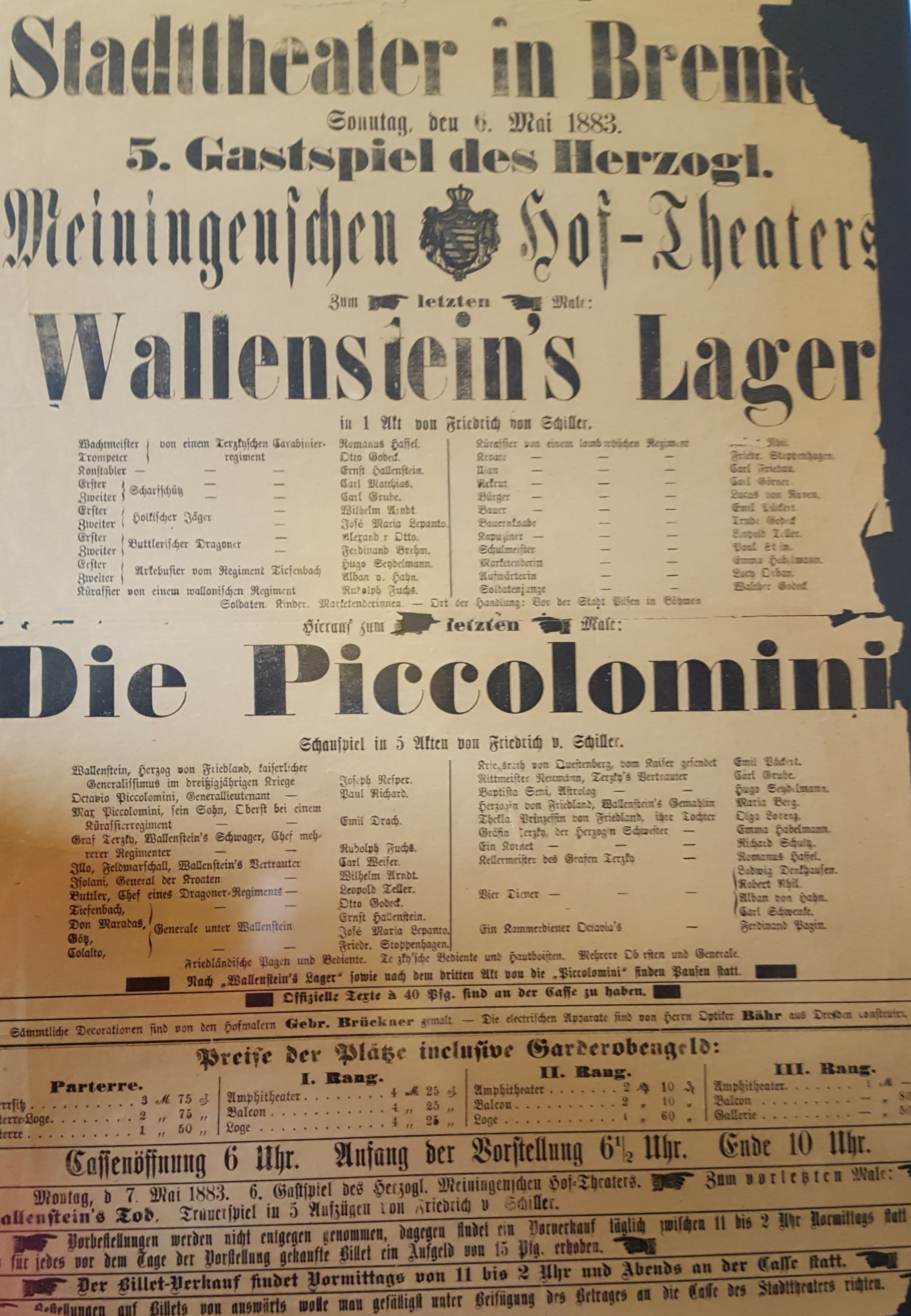
Theaterzettel des „Wallenstein“-Gastspiels der Meininger in Bremen, 6. Mai 1883

- Deutsches Reich: Berlin, Dresden, Leipzig, Gotha, Magdeburg, Frankfurt am Main, Mainz, Baden-Baden, Bremen, Barmen (Wuppertal), Hamburg, Köln, Düsseldorf, Nürnberg, München, Königsberg, Stettin, Breslau, Straßburg, Metz.
- Europäisches Ausland: Amsterdam, Rotterdam, Antwerpen, Brüssel, London, Basel, Triest, Wien, Graz, Budapest, Prag, Warschau, St. Petersburg, Moskau, Kiew, Odessa, Kopenhagen, Stockholm.